# Abu'l-Fida
Abu'l-Fida Ismail ibn Ali, född 1273 i Damaskus och död 1331 var en kurdisk furste, historieskrivare och geograf.
Han var av Ayyubidernas släkt och son till al-Malik al Afdal, och bror till al-Malik al-Mansur, härskaren över Hamat, och kämpade 1289-1291 mot korsfararna, sedan mot mongolerna och blev 1310 ståthållare över Hama. Trots att han var vasall under Egypten fick han 1320 den ärftliga sultanvärdigheten.
Han mest kända verk är Mukhtasar Tarikh al-bashar ("Kompendium över mänsklighetens historia"), som sträcker sig från skapelsen till år 1329, samt Taqwin al-buldan ("Ländernas geografi").
Nedslagskratern Abulfeda på månen är uppkallad efter honom.